# 原木インターチェンジ
原木インターチェンジ（ばらきインターチェンジ）は、千葉県市川市原木にある京葉道路のインターチェンジである。

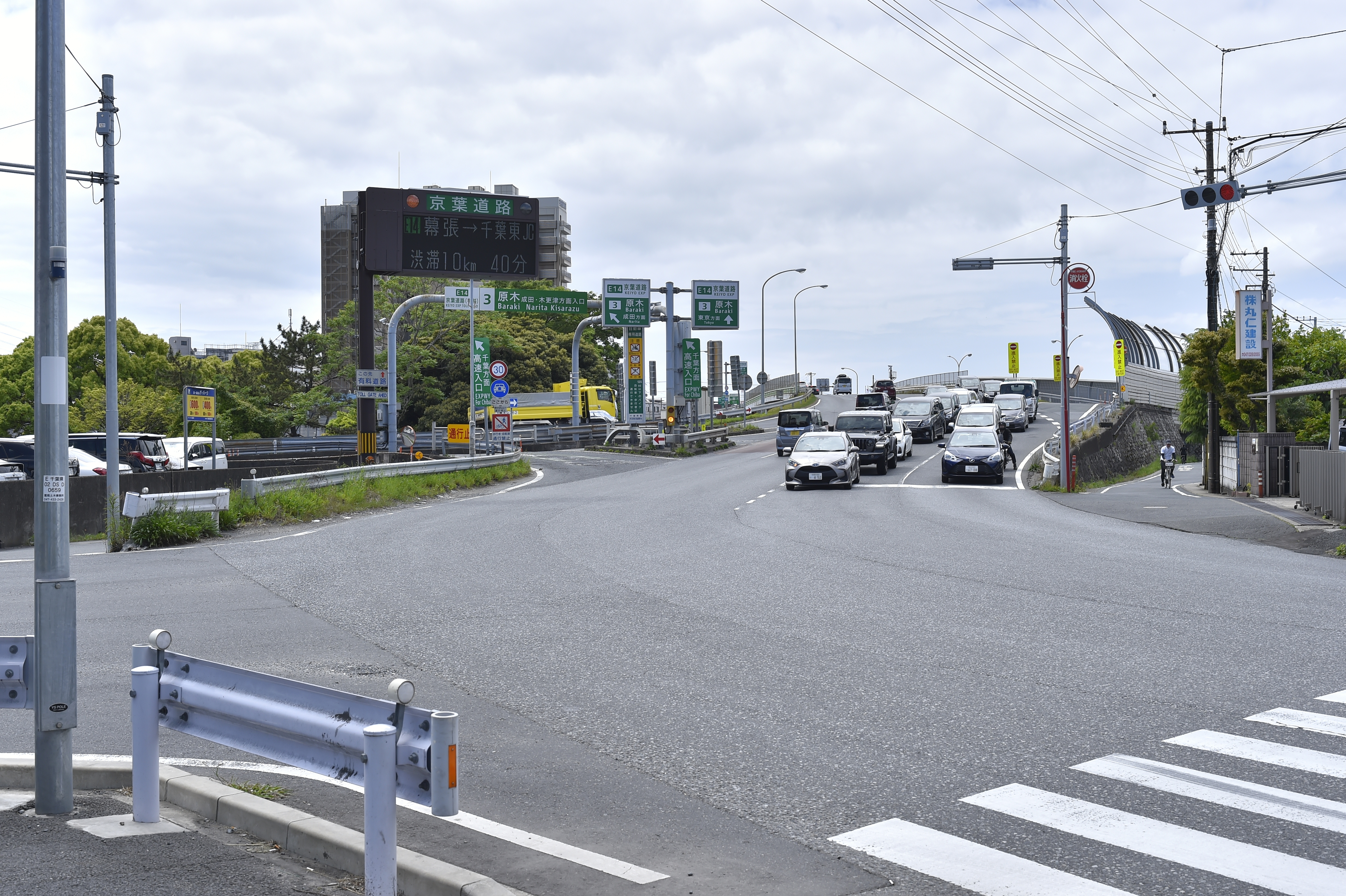
原木インターチェンジ入口（市川市）

## 概要
2022年現在、原木インターチェンジを中心とした周辺道路の改良計画があり、二俣川のふたかけによる歩行者の安全確保対策や京葉道路を跨ぐ二俣架道橋の増設、原木一丁目3番と三丁目1番地先の真間川に新しく橋をかける計画もある。

## 接続する道路
- E14京葉道路(3番)
- 千葉県道179号船橋行徳線
- 千葉県道180号松戸原木線

## 所在地
- 千葉県市川市原木三丁目（市川方面入口（原木中山駅方面）と、船橋方面出口）
- 千葉県市川市二俣一丁目（市川方面出口（原木中山駅方面）と、船橋方面入口）
- 千葉県市川市二俣二丁目（市川方面出口（西船橋駅方面））と、市川方面入口（西船橋駅方面））

## 周辺
- 東関東自動車道 湾岸市川インターチェンジ
- JR東日本 西船橋駅
- 東京メトロ東西線 原木中山駅
- 中山競馬場
- コーナン湾岸市川モール

## 隣
E14 京葉道路
(2)京葉市川IC - 京葉市川PA（下り線のみ） - (3)原木IC - (4)船橋IC